# 姜晟
姜晟（1730年—1810年），字光宇，號杜薌，江蘇元和人，清朝政治人物，進士出身。

## 生平
乾隆三十一年（1766年）中進士，授刑部主事，累遷郎中，擢為光禄寺少卿，转太仆寺。乾隆四十四年（1779年）出任江西按察使。次年超擢刑部侍郎。乾隆五十二年（1787年）授湖北巡抚，任內為臺灣戰事輸送軍餉。乾隆五十三年（1788年）因荆州江堤崩潰牽連，被褫革顶带。不久，又召授刑部侍郎。乾隆五十六年（1791年）出任湖南巡撫，任內善於治軍，圍剿盜匪。嘉慶二年（1797年）兼署湖廣总督。嘉慶四年（1799年）冬，因剿滅苗民起事有功，加太子少保。嘉慶五年（1800年）实授總督，不久調任直隸總督。次年，京師周邊久雨成災，永定河決口，因奏报迟延被革職逮問，發河工效力。竣工後，授主事銜，在刑部行走。嘉慶七年（1802年）授刑部侍郎。嘉慶九年（1804年）兼署户部侍郎，擢刑部尚书。嘉慶十一年（1806年）以年老多病乞休，朝廷慰留。因刑部事物繁雜，特調工部。奏章再上，奉命解職在京養病。其後，因以前在直隶時失察藩库虚收之事，降為四品京堂。不久歸里，卒於家。《清史稿》有傳。

## 延伸阅读
[在维基数据编辑]
 《清史稿/卷352》，出自趙爾巽《清史稿》